# Velencei–török háborúk
A velencei–török háborúk a Velencei Köztársaság és az Oszmán Birodalom konfliktusai jórészt a dél-európai meleg tengereken, görög, albán, dalmát és egyéb balkáni területeken. Velence oldalán szinte végig részt vett a török háborúkban a Szuverén Máltai Lovagrend, amelytől a hódítók Rodosz szigetét ragadták el. Emellett a spanyolok is több ízben részt bekapcsolódtak a törökök elleni harcokba.
Váltakozó sikerű háborúk után az Oszmán Birodalom 1669-ben végleg felülkerekedett tengeri vetélytársán, de nem sokáig tudta élvezni győzelmének gyümölcsét, mert 1684–1697 között a magyarországi hadszíntéren katasztrofális, visszafordíthatatlan vereségeket szenvedett.
Velencei–török háborúk:
- Velencei–török háború (1423–30)
- Velencei–török háború (1463–79)
- Velencei–török háború (1499–1503)
- Johannita–török háború (1522–23)
- Velencei–török háború (1526–36)
- Velencei–spanyol–török háború (1537–40)
- Velencei–török háború (1570–73)
- Kandiai háború (1644–1669)
- Moreai háború (1684–1699)
- Velencei–török háború (1714–18)